# Verbascum azerbaijanense
Verbascum azerbaijanense är en flenörtsväxtart som beskrevs av Sharifnia och Assadi. Verbascum azerbaijanense ingår i släktet kungsljus, och familjen flenörtsväxter. Inga underarter finns listade i Catalogue of Life.